# Lithacodia biaccentuata
Lithacodia biaccentuata là một loài bướm đêm trong họ Noctuidae.